# Pantserkogelspin
De pantserkogelspin (Pholcomma gibbum) is een spinnensoort uit de familie van de kogelspinnen (Theridiidae). De wetenschappelijke naam van de soort werd, als Erigone gibba, in 1851 gepubliceerd door Johan Peter Westring.